# Glutaminil-peptid ciklotransferaza
Glutaminil-peptid ciklotransferaza (EC 2.3.2.5, glutaminil-tRNK ciklotransferaza, glutaminil ciklaza, glutaminil-transfer ribonukleatna ciklotransferaza) je enzim sa sistematskim imenom L-glutaminil-peptid gama-glutamiltransferaza (ciklizacija). Ovaj enzim katalizuje sledeću hemijsku reakciju
-glutaminil-peptid {\displaystyle \rightleftharpoons } 5-oksoprolil-peptid + NH3
Ovaj enzim učestvuje u formiranju tirotropin oslobađajućeg hormona i drugih biološki aktivnih peptida koji sadrže N-terminalne piroglutamilne ostatke.

## Literatura
- Nicholas C. Price; Lewis Stevens (1999). Fundamentals of Enzymology: The Cell and Molecular Biology of Catalytic Proteins (Third изд.). USA: Oxford University Press. ISBN 019850229X.
- Eric J. Toone (2006). Advances in Enzymology and Related Areas of Molecular Biology, Protein Evolution (Volume 75 изд.). Wiley-Interscience. ISBN 0471205036.
- Branden C; Tooze J. Introduction to Protein Structure. New York, NY: Garland Publishing. ISBN 0-8153-2305-0.
- Irwin H. Segel. Enzyme Kinetics: Behavior and Analysis of Rapid Equilibrium and Steady-State Enzyme Systems (Book 44 изд.). Wiley Classics Library. ISBN 0471303097.

## Spoljašnje veze
- Glutaminyl-peptide+cyclotransferase на 